# Philipp Fankhauser
Philipp Fankhauser, né le 20 février 1964 à Thoune (canton de Berne), est un bluesman suisse alémanique, auteur-compositeur-interprète, guitariste et producteur. Il interprète en anglais des ballades bluesy parfois teintées de soul ou de country.

## Biographie
Présent sur scène depuis 1987, il a plus d'une quinzaine albums à son actif, certains enregistrés en compagnie d'artistes américains tels que Margie Evans ou The Memphis Horns. En 2012, il est nommé aux Swiss Music Awards dans la catégorie Meilleur album Pop/Rock national de l'année. En 2013 et 2014 il est membre du jury du télé-crochet musical télévisé The Voice of Switzerland. En 2015, il reçoit le prix de la Meilleure performance masculine de l'année aux Swiss Music Awards. Il obtient en août 2018 un disque d'or pour son album I'll Be Around sorti l'année précédente, enregistré et mixé aux studios Malaco de Jackson (Mississippi). 
En 2019, il est à nouveau nommé dans la catégorie Meilleure performance masculine de l'année des Swiss Music Awards. En juillet de la même année, il retourne aux studios Malaco de Jackson pour mixer son seizième album qui paraît cinq mois plus et dénommé Let Life Flow. Le titre qui a donné son nom à l'album a été créé en 2009 par le bluesman Kenny Neal qui apparaît à la guitare sur cette reprise. L'album, qui a une couleur essentiellement bluesy teintée de soul du fait de la présence d'une section de cuivres, offre en outre la particularité de contenir une chanson en dialecte bernois et une autre en italien.
Le 16 décembre 2022 paraît en Suisse son nouvel album Heebie Jeebies coproduit avec son guitariste Marco Jencarelli ; cet opus, mêlant blues et country-rock est un hommage à son mentor, le regretté Johnny Copeland. L'album se classe numéro 1 des ventes en Suisse dès sa parution ; sa sortie en France est programmée pour le 13 janvier 2023.

## Discographie
- 1989 : Blues For The Lady (Funk House Blues Productions)
- 1991 : With A Feeling (Funk House Blues Productions)
- 1992 : Dedicated (Funk House Blues Productions)
- 1994 : Thun - San Francisco (Funk House Blues Productions)
- 1995 : On Broadway (Funk House Blues Productions)
- 1996 : His Kind Of Blues (Swiss Radio International/ Musica Helvetica)
- 2000 : Welcome To The Real World (Funk House Blues Productions)
- 2003 : Live - So Damn Cool (Funk House Blues Productions)
- 2004 : Talk To Me (Memphis International Records)
- 2006 : Watching From The Safe Side (Funk House Blues Productions)
- 2008 : Love Man Riding (Funk House Blues Productions)
- 2010 : Try My Love (Funk House Blues Productions)
- 2013 : Plays Montreux Jazz Festival (Funk House Blues Productions)
- 2014 : Home (Funk House Blues Productions)
- 2016 : Unplugged - Live at Mühle Hunziken (Funk House Blues Productions)
- 2017 : I'll Be Around (Funk House Blues Productions)
- 2019 : Let Life Flow (Funk House Blues Productions/Sony Music)
- 2022 : Heebie Jeebies - The Early Songs of Johnny Copeland (Suisa)